# Wohn- und Wirtschaftsgebäude Meyenburger Damm 16

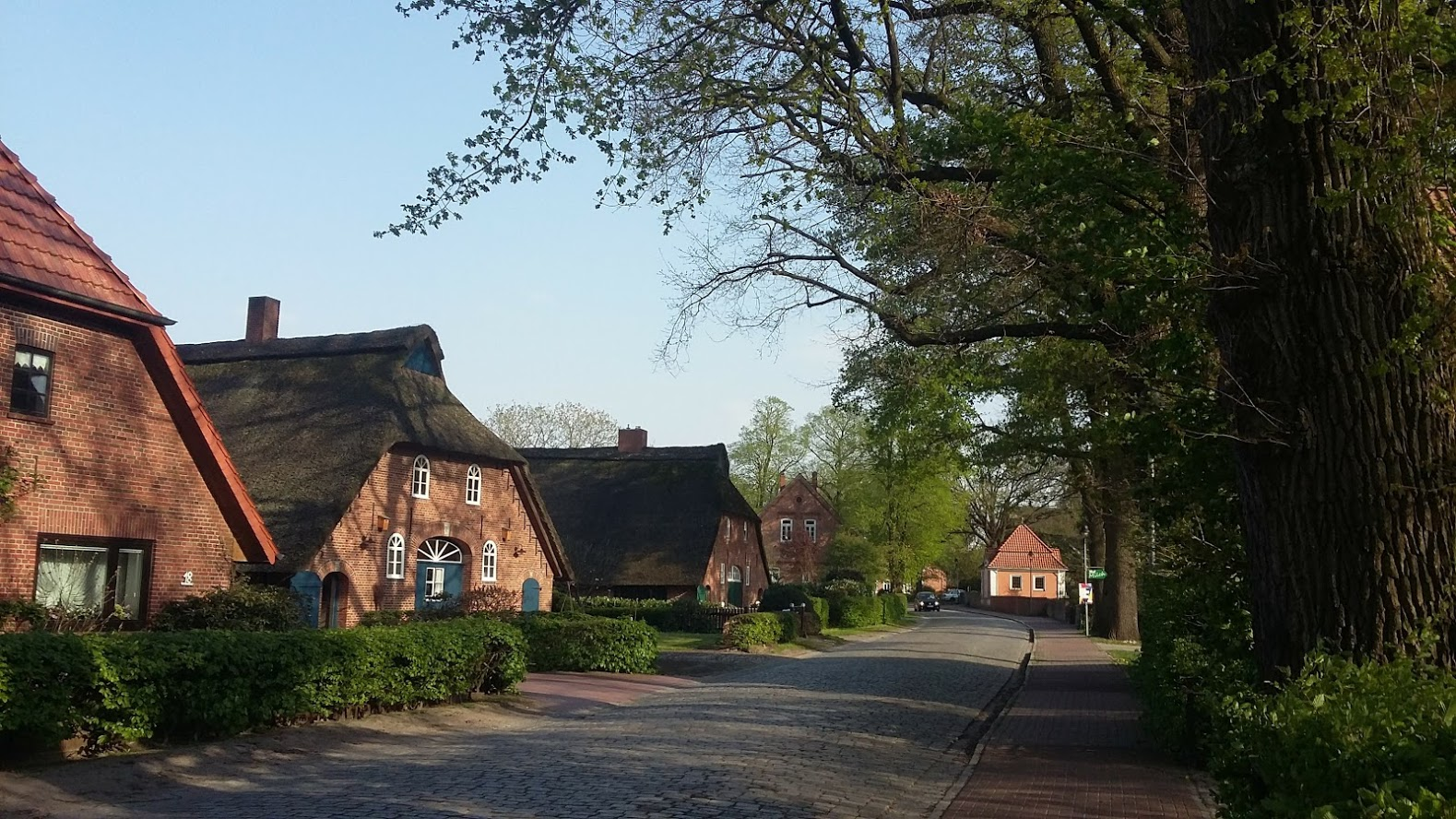
Nr. 16: Zweites Haus von links

Das Wohn- und Wirtschaftsgebäude Meyenburger Damm 16 in der niedersächsischen Gemeinde Schwanewede, Ortsteil Meyenburg, wurde um 1800 errichtet. Aktuell (2025) wird es zum Wohnen und als Ferienhaus Blaue Grootdoor genutzt.
Das Gebäude steht wie der Ortskern unter Denkmalschutz (siehe auch Liste der Baudenkmale in Schwanewede).

## Geschichte und Beschreibung
In einer Urkunde von 1309 werden die Rechte an eine von der Bürgerschaft der Stadt Bremen gemeinsam mit den Grafen von Stotel, Delmenhorst und Oldenburg und einigen Adelsfamilien der Region erbauten Burg festgelegt. Der älteste Siedlungsbereich zwischen der Burg und dem Geestrand besteht aus dem Meyenburger Damm mit ortstypischem Querschnitt und Kopfsteinpflaster sowie seitlicher Begrenzung durch die Laubbäume der Höfe sowie Hecken und wenige Einfriedungen sowie den giebelständig stehenden, großen Wohn- und Wirtschaftsgebäuden und Hofanlagen, zumeist in Backstein (Nr. 1, 3, 4, 7, 8, 14 bis 16, 20, 27) sowie Kirche St. Luciae, Pfarrhaus, Friedhof, Schule und Gasthaus.
Das eingeschossige giebelständige Wohn- und Wirtschaftsgebäude in Fachwerk mit Steinausfachungen mit reetgedecktem Krüppelwalmdach, Uhlenloch und Grooter Door mit Korbbogen, stammt wohl von um 1800. Der Wirtschaftsgiebel wurde 1875 (Inschrift) massiv in Backstein erneuert. Das Gebäude wurde umfangreich saniert und zum Ferienhaus umgebaut.
Das Landesdenkmalamt befand u. a.: „… Teil des Ortskerns von Meyenburg …“